# Dicranoweisia subinclinata
Dicranoweisia subinclinata là một loài Rêu trong họ Dicranaceae. Loài này được (Müll. Hal.) Broth. mô tả khoa học đầu tiên năm 1901.